# Carvalho Leite
Carlos Antônio Dobbert de Carvalho Leite (Niterói, 26 mei 1912 - Rio de Janeiro, 19 juli 2004) was een Braziliaanse voetballer en trainer, bekend onder zijn spelersnaam Carvalho Leite.

## Biografie
Hij begon zijn carrière bij Petropolitano en werd ook geselecteerd voor de staatsselectie van Rio de Janeiro, in die tijd omvatte dit wel nog niet de stad Rio. In 1929 trok hij naar de toenmalige Braziliaanse hoofdstad Rio waar hij voor Botafogo ging spelen en waar hij tot aan het einde van zijn carrière zou blijven om er een grote ster te worden. In 1930 won hij met de club het Campeonato Carioca, voor het eerst in 18 jaar. Na een middelmatig jaar in 1931 werd de club dan van 1932 tot 1935 vier keer op rij kampioen. In 1931 speelde de club tegen Corinthians, de kampioen van São Paulo om de officieuze landstitel. Nadat Botafogo de heenwedstrijd met 2-0 verloor wonnen ze de terugwedstrijd met 7-1, dankzij vier goals van Nilo en twee van Carvalho Leite. Datzelfde jaar trokken hij, Nilo en nog twee spelers samen met Vasco da Gama naar Europa om er twaalf wedstrijden te spelen tegen onder andere FC Barcelona, FC Porto, Benfica Lissabon en Sporting Lissabon. In 1936 reisde Botafogo naar Mexico waar ze onder andere speelden tegen Necaxa en Real Club España. In mei 1941 blesseerde hij zich in een wedstrijd tegen Bonsucesso en speelde daarna nog maar één wedstrijd in januari 1942 tegen Bahia.
Hij maakte zijn debuut voor het nationale elftal op het WK 1930 in Uruguay in de tweede groepswedstrijd tegen Bolivia. Ondanks een klinkende 4-0 overwinning was Brazilië uitgeschakeld voor de volgende ronde door een eerdere nederlaag tegen Joegoslavië. Een maand na het WK speelde Brazilië een vriendschappelijke wedstrijd tegen Joegoslavië, die ze met 4-1 wonnen en waarbij Cavalho scoorde. Hij zat ook in de selectie voor het WK 1934, maar kwam hier niet aan spelen toe. Aansluitend aan het WK speelde Brazilië nog enkele wedstrijden in Europa en opnieuw tegen Joegoslavië, waar ze met 4-8 verloren. In 1937 nam hij deel met zijn team aan het Zuid-Amerikaans kampioenschap en scoorde hier drie keer, Brazilië verloor hier de finale tegen Argentinië.
Na zijn spelerscarrière werd hij ook trainer en trainde Botafogo gedurende drie verschillende periodes.